# Bispira melanostigma
Bispira melanostigma är en ringmaskart som först beskrevs av Schmarda 1861.  Bispira melanostigma ingår i släktet Bispira och familjen Sabellidae. Inga underarter finns listade i Catalogue of Life.